# 24967 Frištenský
(24967) Frištenský, denumire internațională (24967) Fristensky, este un asteroid din centura principală de asteroizi.

## Descriere
24967 Frištenský este un asteroid din centura principală de asteroizi. A fost descoperit pe 14 ianuarie 1998 la Observatorul din Ondřejov de Lenka Šarounová. Asteroidul prezintă o orbită caracterizată de o semiaxă mare de 3,08 ua, o excentricitate de 0,28 și o înclinație de 2,1° în raport cu ecliptica.